# Человек № 217
«Челове́к № 217» — советский художественный фильм о Великой Отечественной войне, снятый в 1944 году режиссёром Михаилом Роммом.

## Сюжет
Фильм начинается в 1944 году с марша немецких военнопленных. Смотрящая на них из толпы советских граждан Татьяна Крылова прислушивается к словам одной женщины: та, указывая на неопрятную внешность солдат, говорит, что варвары только так и могут выглядеть. В какой-то момент она видит хромающего солдата, похожего на интеллигента, и говорит, что этот-то как раз не варвар, что его могли пригнать на фронт насильно. В ответ Татьяна неожиданно говорит, что уже видела таких же интеллигентно выглядящих немцев, но все они оказались такими же убийцами, и начинает рассказывать ей свою историю.
В 1942 году её под номером 217 и её подругу, Клаву Васильеву, насильно пригоняют в Германию в качестве остарбайтеров. Клаву определяют на фабрику, а Татьяну берут к себе в качестве горничной бакалейщики Иоганн и Грета Крауссы. Кроме Татьяны, у Крауссов в доме живёт ещё такой же остарбайтер — математик Сергей, которого Крауссы держат в качестве конюха. Крауссы и их дочь Лота со своим женихом Рудольфом Пешке относятся к Татьяне с пренебрежением, нагружая тяжёлой работой и постоянно унижая. Единственное, что заставляет Татьяну терпеть — это план Сергея: он тайком откладывает про запас кусочки хлеба, которым их кормят Крауссы, и ближайшей весной они планируют сбежать, прихватив Клаву, положение которой ещё хуже — на фабрике её и других работниц постоянно избивают.
Между тем разворачивается другая сюжетная линия. Лота и Рудольф хотят пожениться, но Рудольф хочет выглядеть в глазах Крауссов состоятельным человеком, а для этого ему нужны деньги, которые есть у Крауссов: от Лоты он знает, что один еврей сразу после того, как в Германии пришли к власти национал-социалисты, отдал Иоганну на хранение большую сумму денег. Он всячески пытается уговорить Иоганна дать ему эти деньги, но тот каждый раз находит разные предлоги не давать их. Так он намекает Рудольфу, что даст деньги, если тот заставит Сергея прекратить писать — тот, по возможности, занимается своими математическими исследованиями, что не нравится Крауссам, потому что он переводит их бумагу. Тогда Рудольф каждый день начинает бить Сергея по голове своей тростью — он ходит с тростью, потому что от рождения у него одна нога короче другой, из-за чего он в своё время даже не попал на фронт. Увидев это первый раз, Татьяна бьёт Иоганна и Рудольфа по лицу, за что её отправляют в полицию в карцер на четыре дня. Ей удаётся продержаться до выпуска только благодаря воспоминаниям об отце (который говорил, что боль может испытывать любое живое существо) и о школе (где на выпускной церемонии их директор напомнил им о том, что человек, независимо от его национальности, самое бесценное живое существо). Тем временем состояние Сергея начинает ухудшаться — из-за побоев он начинает страдать провалами в памяти и перестаёт в конечном итоге писать.
У Крауссов часто заходят разговоры об их брате и сыне Максе, которого они описывают только в положительных тонах и который сейчас на восточном фронте. Но когда Макс вместе с другом Куртом приезжает на побывку домой, то даже сами Крауссы поражены, насколько тот изменился (позже Иоганн говорит Грете, что с такими, как Макс и Курт, Германия обречена). Так получается, что Макс и Курт приходят как раз в тот момент, когда у Крауссов с Рудольфом идёт скандал по поводу тех самых еврейских денег. Узнав, в чём дело, Макс настойчиво требует, чтобы Иоганн отдал эти деньги ему, Максу, напоминая тому о его долге арийца. Одновременно они убивают Сергея, которого Крауссы оболгали, заявив, что он поносил немецкую власть. Это становится отправной точкой, и в ту же ночь Татьяна убивает Курта и Макса, зарезав их кухонным ножом, когда они спят, после чего они с Клавой сбегают, воспользовавшись авианалётом советских бомбардировщиков. Крауссы погибают, когда в их дом попадает бомба. Татьяна и Клава передвигаются по ночам, сторонясь людей. В пути Клава из-за полученных на фабрике побоев умирает. Наконец, Татьяна набредает на железнодорожный состав, в котором из Германии увозят травмированных остарбайтеров.
Далее действие снова переносится в 1944 год, где показано, что хромающим солдатом был именно Рудольф (очевидно, отправленный на фронт после того, как в Германии была объявлена тотальная война). После этого Татьяна произносит речь о том, что немцы не должны сваливать вину на Адольфа Гитлера, и что они должны вечно помнить о том, что такое война и какие ужасы она приносит.

## В ролях
| Актёр                  | Роль                         |
| ---------------------- | ---------------------------- |
| Елена Кузьмина         | Татьяна Крылова              |
| Анна Лисянская         | Клава Васильева              |
| Василий Зайчиков       | Сергей Иванович Карташёв     |
| Николай Комиссаров     | отец Татьяны                 |
| Григорий Михайлов      | заключённый № 224            |
| Владимир Владиславский | Иоганн Краусс                |
| Татьяна Барышева       | Грета Краусс                 |
| Лидия Сухаревская      | Лотта Краусс                 |
| Павел Суханов          | Рудольф Пешке                |
| Генрих Грайф           | Курт Кагер „Молчаливый Курт“ |
| Владимир Балашов       | Макс Краусс                  |

## Съёмочная группа
- Авторы сценария: Евгений Габрилович, Михаил Ромм
- Режиссёр: Михаил Ромм
- Операторы: Борис Волчек, Эра Савельева
- Художники: Евгений Еней, Абрам Фрейдин
- Композитор: Арам Хачатурян

## Награды
- Большой Международной премии Ассоциации авторов фильмов за лучшую режиссуру удостоен Михаил Ромм (I МКФ в Канне-46)
- Сталинской премии II степени удостоены режиссёр Михаил Ромм, Елена Кузьмина, Василий Зайчиков, а также оператор Борис Волчек (1946).